# Municipio de White Pine
El municipio de White Pine (en inglés: White Pine Township) es un municipio ubicado en el condado de Aitkin en el estado estadounidense de Minnesota. En el año 2010 tenía una población de 34 habitantes y una densidad poblacional de 0,36 personas por km².

## Geografía
El municipio de White Pine se encuentra ubicado en las coordenadas 46°22′2″N 93°13′19″O / 46.36722, -93.22194. Según la Oficina del Censo de los Estados Unidos, el municipio tiene una superficie total de 95 km², de la cual 94,98 km² corresponden a tierra firme y (0,02 %) 0,02 km² es agua.

## Demografía
Según el censo de 2010, había 34 personas residiendo en el municipio de White Pine. La densidad de población era de 0,36 hab./km². De los 34 habitantes, el municipio de White Pine estaba compuesto por el 94,12 % blancos y el 5,88 % eran de una mezcla de razas. Del total de la población el 0 % eran hispanos o latinos de cualquier raza.